# آبه‌کرک
ابکرک (به هلندی: Abbekerk) یک روستا در هلند با جمعیت ۲٬۰۰۰ نفر است که در Medemblik واقع شده‌است.